# BirdDog
BirdDog je australský výrobce a distributor audiovizuální techniky a příslušenství využívající royalty-free softwarový standard NDI. Spadá pod technologickou společnost NewTek Inc., která zároveň vyvinula zmíněný standard. BirdDog se zaměřuje na zpřístupnění a zefektivnění produkce živého vysílání. Produkty této značky jsou osazeny speciálními silikonovými chipy umožňující přenos potřebných dat skrze standardní 1-gigabitové počítačové sítě, které využívá většina moderních kanceláří a domácností, a to s minimální latencí (v řádu desítek milisekund). Veškerý přenos dat a komunikace mezi přístroji je zajištěna jediným ethernetovým konektorem.

## Konvertory
BirdDog je známý především pro své NDI konvertory a v současnosti[kdy?] nabízí 4 různé modely:
- BirdDog Flex 4K Family
- BirdDog 4K Family
- BirdDog Mini
- BirdDog Studio

Hlavním rozdílem mezi jednotlivými modely je maximální podporované rozlišení a frekvence - u modelů Mini a Studio je to 1080p 60fps, kdežto u Flex 4K Family a 4K Family se jedná o 2160p 30fps, respektive 60fps. Modely 4K Family, Mini a Studio mohou být dle potřeby přepínány do režimů pro enkódování i dekódování (tedy převod HDMI/SDI zdroje na NDI a naopak). U modelů Flex 4K Family výrobce rozlišuje konvertory IN a OUT (IN jako enkodér a OUT jako dekodér) a prodávají se samostatně.
BirdDog konvertory se vyznačují svými kompaktními rozměry a umožňují konvertování signálu z kamerového zařízení prostřednictvím rozhraní HDMI nebo SDI tak, aby byl zajištěn jeho přenos přes IP a tím i napříč lokálními sítěmi (v tomto případě za použití ethernetového kabelu připojeného ke konvertoru). Tím je umožněno vedení audiovizuálního záznamu do video switcheru (ať už hardwarového, jako např. produkt TriCaster Mini od výrobce NewTek, nebo softwarového, jako např. vMix), opět za použití ethernetového portu, který operuje na stejné síti, ke které je připojen konvertor). V rámci switcheru lze libovolně přepínat mezi různými audio a video zdroji, jeho hlavní funkcí je tak tvorba master výstupu pro vysílání a nahrávání za použití různých přechodových a grafických efektů). Na switcherech obvykle běží například produkce živého, televizního či jakéhokoli jiného vysílání.
Pokud má uživatel k dispozici PoE switch, je možné veškerá BirdDog zařízení napájet pouze připojením ethernetového kabelu, v opačném případě je konvertor napájen standardně DC adaptérem.
Tok dat v konvertorech je obousměrný (tzn. konvertor vysílá signál konvertovaný na NDI do zařízení jako je switcher, ale zároveň je schopen od těchto zařízení přijímat zpět informace, např. v podobě tally nebo komunikačního systému).
Konvertor má na sobě tzv. „tally lights“ - barevná světla, která uživateli indikují, zda je daný signál právě vysílán nebo zda je pouze v náhledovém režimu (zelená barva = live, červená barva = preview), což je užitečné zejména v produkcích využívajících několik různých kamer.
BirdDog u svých konvertorů využívá protokol Full NDI, takže vysílaný signál je full-bandwith s intra-frame kompresí a variabilním bitratem a bitovou hloubkou, které si může nastavit sám uživatel. Právě plná šířka pásma zajišťuje také minimální latenci, ale přináší s sebou i nevýhody v podobě vysokých nároků na kvalitu sítě. Dochází tak ke komplikacím při připojení více zdrojů a síť je maximálně vytěžována.
BirdDog minimalizuje počet potřebných kabelů, které vedou signál z kamerové techniky do switcher stanice díky DC output konektoru, který dokáže rozdělit až 15 W výkonu mezi různá zařízení. Nejčastěji je využíván k napájení baterií kamerových zařízení.  
Konvertory mají také zabudovaný dálkový komunikační systém - na konvertoru je umístěn 3,5mm jack pro sluchátka a samotný konvertor je schopen komunikovat s počítačovou aplikací BirdDog Comms skrze lokální síť, přes kterou lze vysílat audio signál do připojených sluchátek.

## BirdDog Cloud
Kromě práce s NDI v lokálních sítích umožňuje BirdDog komunikaci mezi dvěma NDI sítěmi kdekoli na světě pomocí svého BirdDog Cloudu. Ten zajišťuje konverzi NDI signálu na SRT (Secure Reliable Transport), aby byl umožněn přenos skrze internet, a zpět na NDI, aby byla umožněna opětovná práce na jiné lokální síti. Výrobce uvádí, že toto připojení probíhá s minimální latencí 2 framy.